# Иглесиас-и-Наварри, Рамон
Рамон Иглесиас-и-Наварри (28 января 1889, Валь-де-Буа — 31 марта 1972) — испанский епископ Римско-католической церкви. Он был епископом Уржеля и епископским соправителем Андорры с 4 апреля 1943 года по 29 апреля 1969 года. Во время Второй мировой войны он помог сохранить нейтралитет Андорры и всячески способствовал усилению испанского влияния в княжестве. Именно в его время был развит туризм. Наварри был рукоположен в сан священника 14 июля 1912 года в возрасте 23 лет.